# 켈트의 별세계
별세계(영어: Otherworld, 웨일스어: Arallfyd 아라흘버드)란 켈트 신화에서 신적 존재 또는 망자들이 사는 곳이다.
게일과 브르타뉴 신화에서 별세계는 젊음, 아름다움, 건강, 기쁨이 가득한 초자연적 영역으로 그려진다. 별세계는 대개 찾기 어렵다고 하지만 많은 신화의 영웅들이 우연히 또는 별세계의 거주자들에게 초대를 받아 별세계를 방문하곤 한다. 이러한 별세계 진입은 보통 고대의 고분이나 동굴을 통과함으로써, 또는 물 속으로 들어가거나 서쪽의 대양을 건넘으로써 이루어진다. 때때로 별세계는 우리 세계와 바로 맞닿아 있으며 우리 세계 쪽으로 간섭이 일어나기도 한다. 마법의 안개라고도 하는 페흐 피다, 신적 존재나 드문 짐승의 출현 등이 그러한 간섭 현상의 예이다. 별세계의 여신이 우리 세계의 영웅을 별세계로 초대할 때는 사과 또는 은으로 된 사과나무 가지를 주기도 한다
웨일스 신화의 별세계는 안눈이라고 하며, 아서 왕 전설에서는 아발론이라는 말이 나온다. 아일랜드 신화에서는 티르 나 노그, 마그 멜, 에번 아블라크 등 여러 이름이 있다. 아일랜드 신화에서는 망자들의 영혼이 모이는 테크 두인이라는 장소가 또 따로 있다.